# Jan Kaczmarek (satyryk)
Jan Kaczmarek (ur. 6 czerwca 1945 w Lwówku, zm. 14 listopada 2007 we Wrocławiu) – polski satyryk, piosenkarz i autor piosenek, felietonista.

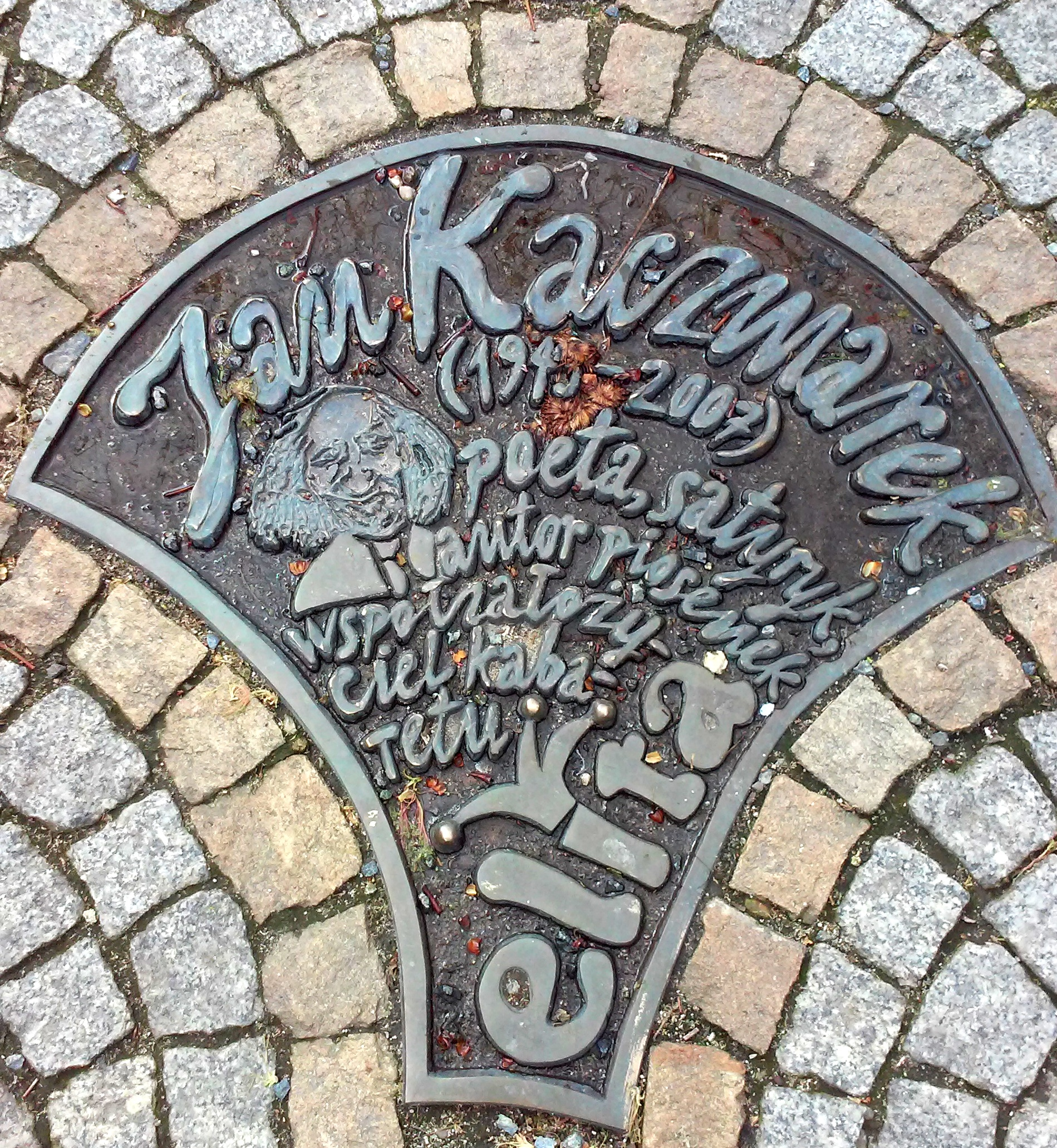
Tablica pamiątkowa w Alei Gwiazd Satyrykonu na głównym deptaku Legnicy (ul. Najświętszej Marii Panny)

## Życiorys
Ukończył Liceum Ogólnokształcące im. Emilii Sczanieckiej w Pniewach. Z wykształcenia elektronik, absolwent Politechniki Wrocławskiej.
Był jednym z założycieli Kabaretu Elita (z Tadeuszem Drozdą, Jerzym Skoczylasem i Romanem Gerczakiem). Od lat 70. do 90. współpracował z Andrzejem Waligórskim i Studiem 202 w Polskim Radiu Wrocław. Jednym z najbardziej znanych słuchowisk z jego udziałem jest seria „Z pamiętnika młodej lekarki” (wraz z Ewą Szumańską).
Napisał teksty do ponad 200 piosenek, m.in. do utworów: „Kurna chata”, „Zerowy bilans, czyli pero, pero”, „Czego się boisz głupia”, „Ballada o mleczarzu” i „Do serca przytul psa”, a także opowiadań (Nasza naturalna sztuczność; KAW; 1980) i felietonów.
Zmarł 14 listopada 2007 w wieku 62 lat. Przyczyną śmierci była choroba Parkinsona, na którą chorował od połowy lat 80. Pochowany został na Cmentarzu Grabiszyńskim we Wrocławiu.
W czerwcu 2015 został patronem Szkoły Podstawowej nr 43 z Oddziałami Integracyjnymi we Wrocławiu.

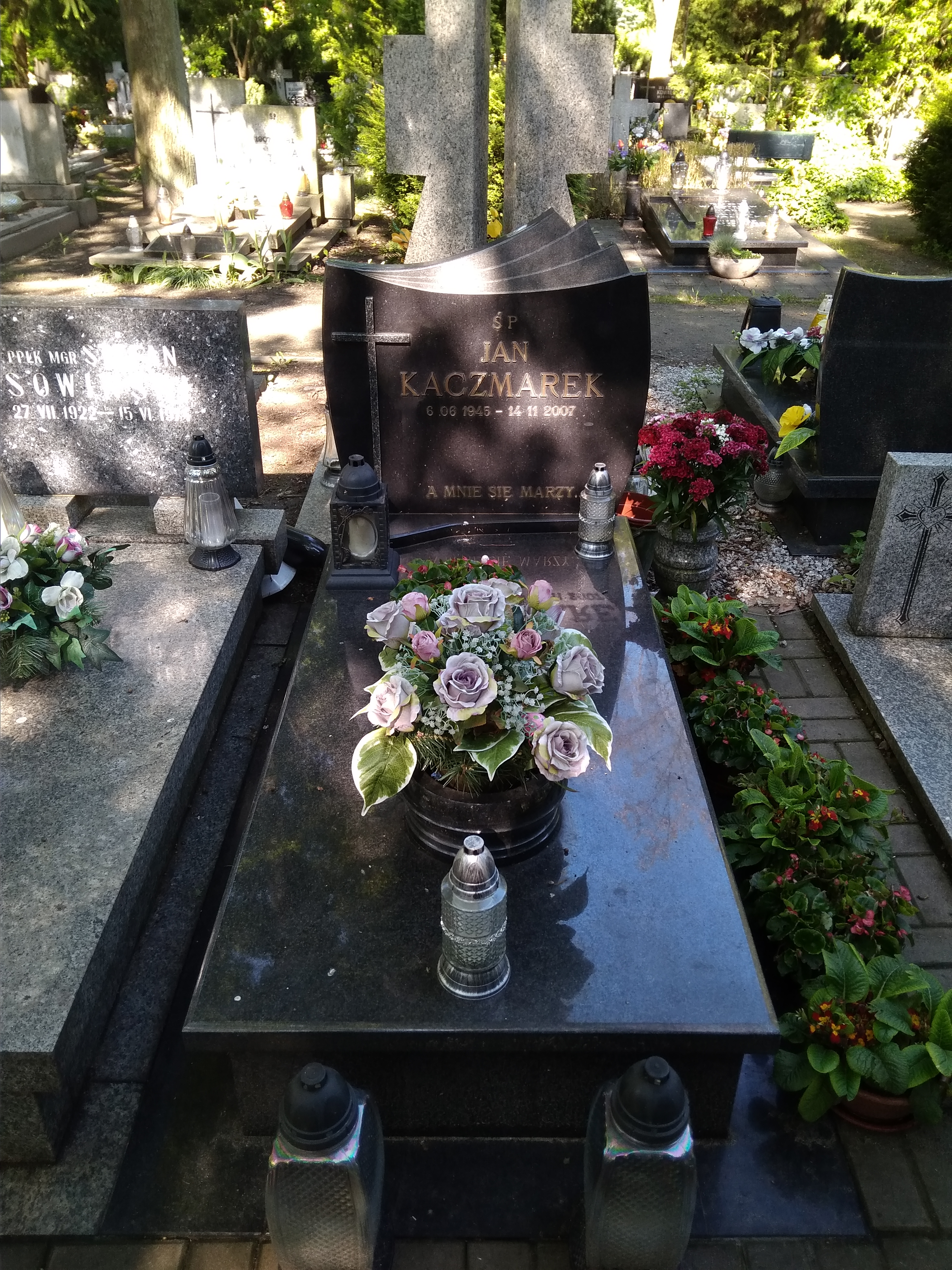
Grób Jana Kaczmarka na Cmentarzu Grabiszyńskim we Wrocławiu (pole 4, grób 1089, rząd 29 – 2 od pola 5)

Był żonaty z Danutą, z którą miał syna, Jacka.